# Râul Nadăș, Someș
Râul Nadăș (maghiară: Nádas) este un curs de apă, afluent al râului Someșul Mic.

## Etimologie
Denumirea râului Nadăș provine din limba maghiară, de la cuvântul Nádas, însemnând "trestii", "plin de stuf", etc.

## Rețeaua hidrografică a râului Nadăș
Râul Nadăș are o lungime de 44 km, iar suprafața bazinului de recepție este de 373 km2.
Cursul râului Nadăș pornește din zona satului Nadășu, acesta având izvorul în pădurile de la marginea satului respectiv, având direcția vest. Râul Nadăș străbate 10 localități înainte de a intra în Cluj-Napoca iar deversarea acestuia în Someșul Mic are loc în zona parcului Armătura, de altfel cele două cursuri de apă fomând o graniță nordică dar și estică a parcului.
Apa râului Nadăș a fost analizată pentru a se determina calitatea acesteia. Din analizele rezultate, s-a constatat că apă conține o cantitate semnificativă de calciu și magneziu, dar și o cantitate semnificativă de materii organice, datorate florei dense regăsite de-alungul albiei răului.

## Istoric
Spre deosebire de Someșul Mic, râul Nadăș, datorită debitului mic și albiei încărcate de vegetație, a jucat un rol mai mic în dezvoltarea zonei respective. În perioada de dezvoltare a orașului din era comunismului, traseul râului Nadăs prin Cluj-Napoca a fost modificat prin îndreptarea și îndiguirea cursului acestuia pentru a limita inundațiile și eroziunea albiei.
Râul Nadăș a fost de-a lungul timpului poluat de operatorii tehnici din zona albiei râului, dar și din cauza deversărilor ilegale de materiale menajere sau din construcții.